# Linienverbesserung
Als Linienverbesserung bezeichnet man die punktuelle oder abschnittsweise bauliche Veränderung von Verkehrswegen, besonders von Eisenbahnstrecken, durch Verbesserung der Trassierung.
Hauptzweck von Linienverbesserungen ist es meist, enge Gleisbögen durch solche mit großem Radius zu ersetzen. 
Eine Strecke kann an der verbesserten Stelle dann schneller befahren werden als vorher. 
Wenn die Streckengeschwindigkeit vor und hinter der verbesserten Stelle bereits hoch war, kann durch die Linienverbesserung auch ein längerer Streckenabschnitt um diese Stelle herum schneller befahren werden, da das zeitraubende Abbremsen und Wiederbeschleunigen entfällt.

## Arten
Eine radikale Form der Linienverbesserung ist der Bau eines Tunnels durch eine Erhebung, die zuvor umfahren wurde. Ein Beispiel dafür ist der Katzenbergtunnel.
Bei einstmals zweigleisigen, heute nur noch eingleisigen Strecken ist es manchmal möglich, bei Sanierungsarbeiten das verbleibende Gleis so zu verlegen, dass für Gleisbögen die gesamte Breite des Planums genutzt wird. Dies verbessert die Trassierung, macht es aber schwierig, das zweite Gleis wieder aufzubauen.